# Angel Heart
«Angel Heart» (укр. Серце янгола) — дев'ятий студійний альбом валлійської співачки Бонні Тайлер, що вийшов 1992 року. Це другий з трьох альбомів Тайлер випущений на лейблі «Hansa Records», попереднім альбомом став «Bitterblue», а наступним — «Silhouette in Red». Альбом мав успіх в Європі й містив два хіта «Fools Lullaby» і «Call Me».

## Про альбом
Альбом записаний у студіях: «Studio 33» (Гамбург, Німеччина) і «Matrix» (Лондон, Велика Британія). Автором більшості треків став продюсер Тайлер — Дітер Болен. Пісню «Save Your Love» Тайлер виконала дуеті з Френкі Міллером. Перший дует Тайлер з цим співаком був в її альбомі «Faster Than the Speed of Night» 1983 року.

## Оцінки критиків
Шарлотта Діллон з «AllMusic» охарактеризувала «Angel Heart» як «альбом, який варто додати до будь-якої рок-колекції», що містить «приємну суміш балад і підбадьорюючої поп-музики».

## Трек-лист
| #     | Назва                                | Автор                                                  | Продюсер(и)                  | Тривалість |
| ----- | ------------------------------------ | ------------------------------------------------------ | ---------------------------- | ---------- |
| 1.    | «Fools Lullaby»                      | Говард Х'юстон[a]                                      | Говард Х'юстон[a]            | 3:52       |
| 2.    | «Take a Chance»                      | Дітер Болен                                            | Дітер Болен Луїс Родрігез[b] | 3:39       |
| 3.    | «Race to the Fire»                   | Дітер Болен                                            | Дітер Болен Луїс Родрігез[b] | 3:52       |
| 4.    | «Sending Me Angels»                  | Френкі Міллер Джеррі Лінн Вілльямс                     | Джин Кепел Девід Мадіран     | 5:27       |
| 5.    | «Call Me»                            | Стів Бенсон[a]                                         | Стів Бенсон[a]               | 3:59       |
| 6.    | «Angel Heart»                        | Говард Х'юстон[a]                                      | Говард Х'юстон[a]            | 3:49       |
| 7.    | «Daytime Friends»                    | Дітер Болен                                            | Дітер Болен Луїс Родрігез[b] | 4:19       |
| 8.    | «God Gave Love to You»               | Дітер Болен                                            | Дітер Болен Луїс Родрігез[b] | 4:31       |
| 9.    | «All We Have Is Tonight»             | Стів Бенсон[a]                                         | Стів Бенсон[a]               | 3:36       |
| 10.   | «I'm Only a Lonely Child»            | Дітер Болен                                            | Дітер Болен Луїс Родрігез[b] | 3:09       |
| 11.   | «Born to Be a Winner»                | Стів Бенсон[a]                                         | Стів Бенсон[a]               | 4:13       |
| 12.   | «Save Your Love» (з Френкі Міллером) | Френкі Міллер Джеррі Лінн Вілльямс                     | Джин Кепел Девід Мадіран     | 5:16       |
| 13.   | «You're the Greatest Love»           | Говард Х'юстон[a][c] Стів Бенсон[a][d] Бонні Тайлер[d] | Говард Х'юстон[a]            | 3:52       |
| 14.   | «I Cry Myself to Sleep at Night»     | Роберт Джон «Матт» Лендж Крейг Джойнер Ентоні Мітмен   | Джин Кепел Девід Мадіран     | 4:23       |
| 57:57 |                                      |                                                        |                              |            |

Примітки
- [а] псевдоним Дітера Болена[4].
- [b] додатковий продюсер
- [c] автор музики
- [d] автор тексту

## Учасники запису
- Бонні Тайлер — вокал
- Френкі Міллер — вокал
- Грехем Броуд — ударні
- Алан Дербі — гітара
- Ед Пул — бас
- Володимир Асрієв — скрипка
- Террі Девін-Кінг — клавішні, програмування
- Еліша — бек-вокал

## Чарти
| Чарт (1992)                                                          | Позиція |
| -------------------------------------------------------------------- | ------- |
| Австрія Austrian Albums (Ö3 Austria)                                 | 9       |
| Європейський Союз European Top 100 Albums (Music & Media)            | 39      |
| Фінляндія Finland (Suomen virallinen singlelista)                    | 13      |
| Німеччина German Albums (Media Control)                              | 28      |
| Угорщина Hungarian Albums (Hungarian Recording Industry Association) | 39      |
| Норвегія Norwegian Albums (VG-lista)                                 | 4       |
| Швеція Swedish Albums (Sverigetopplistan)                            | 30      |
| Швейцарія Swiss Albums (Schweizer Hitparade)                         | 14      |

## Сертифікації
| Регіон                                                                                          | Сертифікація  | Продажі  |
| ----------------------------------------------------------------------------------------------- | ------------- | -------- |
| Австрія (IFPI Austria)                                                                          | Золотий       | 25 000*  |
| Німеччина (BVMI)                                                                                | Золотий       | 250 000^ |
| Норвегія (IFPI Norway)                                                                          | 2× Платиновий | 100 000* |
| Швейцарія (IFPI Switzerland)                                                                    | Золотий       | 25 000^  |
| *продажі, що базуються лише на сертифікаціях ^відвантаження, що базуються лише на сертифікаціях |               |          |